# Gustaf Molander
Gustaf Harald August Molander (Helsingfors, 18 novembre 1888 – Stoccolma, 19 giugno 1973) è stato un attore e regista svedese.

## Biografia

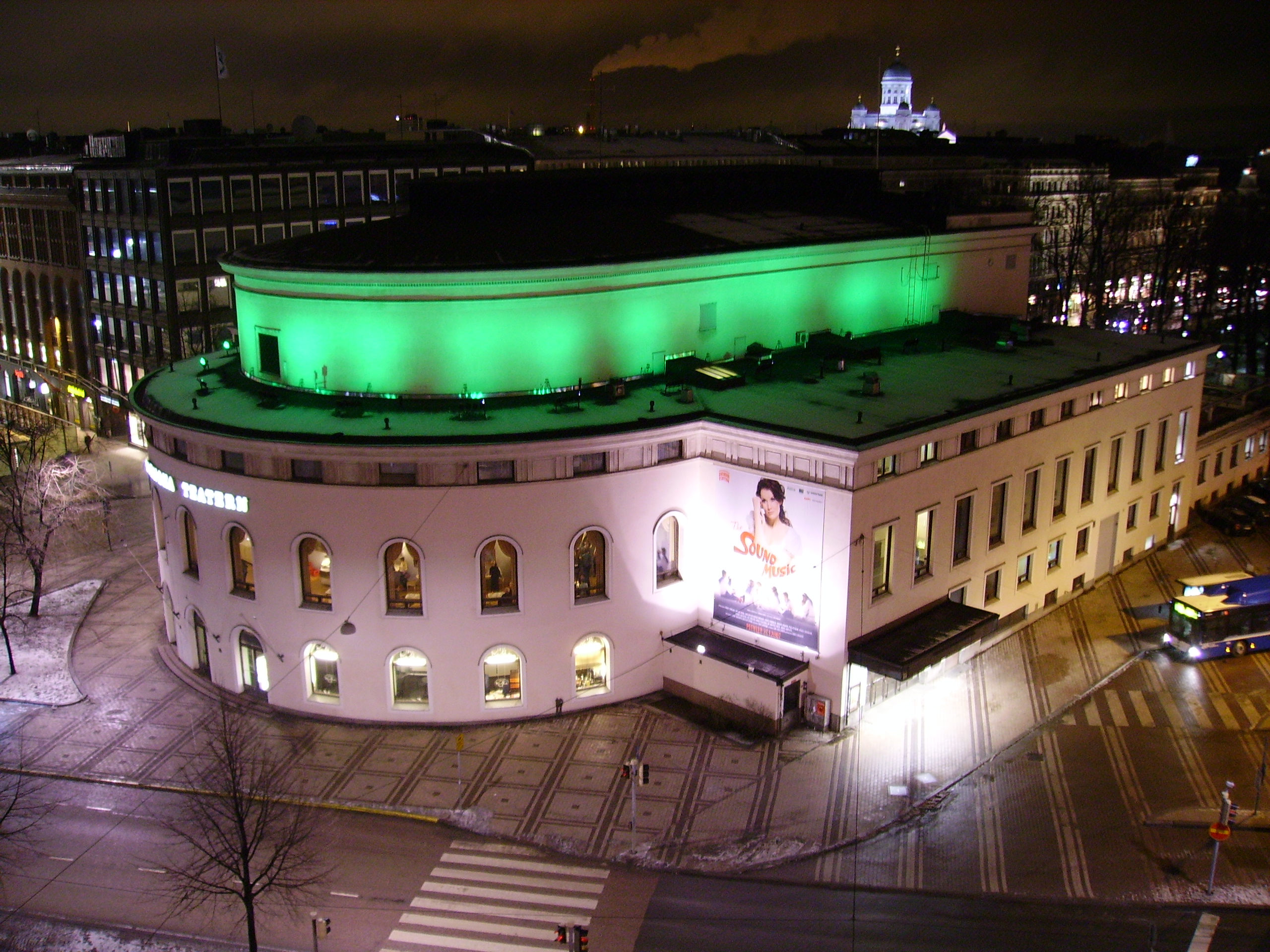
Svenska Teatern, il teatro svedese di Helsinki, costruito nel 1866 dall'architetto Nikolai Benois

I suoi genitori erano lo sceneggiatore Harald Molander e la cantante e attrice Lydia Molander Wessler; il fratello era Olof Molander, regista, attore e sceneggiatore; il figlio era l'attore Jan Molander. 
Gustaf Molander nacque a Helsingfors (oggi Helsinki), dove il padre lavorava al Teatro svedese di Helsingfors.
Studiò nella scuola del Kungliga Dramatiska Teatern  a Stoccolma tra il 1907 e il 1909, recitò al Teatro Svedese di Helsinki nel periodo 1909-1913 e quindi al Kungliga Dramatiska Teatern (1913-1926). Qui dirigerà la scuola e tra i suoi studenti vi sarà Greta Garbo.
Molander scrisse parecchie sceneggiature per Victor Sjöström e Mauritz Stiller, il quale lo aiutò a diventare direttore della Svensk Filmindustri, casa di produzione cinematografica svedese, dove lavorò dal 1923 al 1956.
In tutto diresse sessantadue film. Lavorò spesso con Gösta Ekman e i suoi film includono Intermezzo (1936), che permise a Ingrid Bergman di sfondare e le aprì la strada per Hollywood, dove nel 1939 girò il remake del film.
Nel 1943 firma la regia di Ordet, prima versione cinematografica dell'omonima opera teatrale scritta dal pastore protestante Kaj Munk, da non confondersi con la seconda e più celebre versione del film portata sul grande schermo da Carl Theodor Dreyer. Il film del maestro danese verrà girato dodici anni più tardi e si aggiudicherà il prestigioso Leone d'oro alla mostra internazionale del cinema di Venezia.
Nel 1948 Molander realizzò quello che avrebbe dovuto essere il suo ultimo film, Eva, ma quasi venti anni dopo, nel 1967, accettò di partecipare come regista al film a episodi Stimulantia solo per tornare a lavorare con Ingrid Bergman a distanza di 30 anni.

## Filmografia parziale
- Bodakungen (1920)
- Mälarpirater (1923)
- Synd (1928)
- Valanga umana (Hjärtats triumf) (1929)
- Gli Swedenhielms (Swedenhielms Family) (1935)
- Intermezzo (1936)
- Verso il sole (På solsidan) (1936)
- Inquietudine (Dollar) (1938)
- Senza volto (En Kvinnas ansikte) (1938)
- Solo una notte (En enda natt) (1939)
- I natt - eller aldrig (1939)
- L'amante nell'ombra (Striden går vidare) (1941)
- Ordet (1943)
- La furia del peccato (Kvinna utan ansikte) (1947)
- Eva (1948)
- I divorziati (Frånskild) (1951)
- Enhörningen (1955)
- Stimulantia (1967)